# Ki Hong Lee
Lee Ki Hong (Seul, 30 de setembro de 1986) é um ator sul-coreano naturalizado americano, mais conhecido por interpretar Minho nas adaptações Maze Runner: Correr ou Morrer,Maze Runner: The Scorch Trials e Maze Runner: The Death Cure.Também por seus papéis nas séries The Nine Lives of Chloe King e Unbreakable Kimmy Schmidt.

## Carreira
A primeira experiência de Lee atuando foi no ensino médio, realizando esquetes em retiros da igreja. De 2008 até 2012, fez ensino superior na Universidade da Califórnia em Berkeley. Após a faculdade, ele atuou em peças de teatro e dirigiu por curto prazo a cômica Time Flies, de David Ives, enquanto trabalhava no restaurante de seus pais.
Estreou como ator de televisão em 2010, com participações nas séries Victorious, The Secret Life of the American Teenager e Modern Family. Em 2011, fez parte do elenco principal de The Nine Lives of Chloe King como Paul, um adolescente obcecado por videogames e quadrinhos que é amigo da protagonista Chloe King (Skyler Samuels), uma adolescente que descobre que tem poderes felinos, pois pertence a uma raça antiga chamada "Mai".
Lee participou de vários vídeos para o popular canal do YouTube Wong Fu Productions.
Em setembro de 2014, após mais participações em programas de televisão e em curta-metragens, ele estreou no cinema como Minho em Maze Runner: Correr ou Morrer. Deu continuação ao personagem na sequência Maze Runner: The Scorch Trials, que estreou em 17 de setembro de 2015. e Maze Runner: Cura Mortal que estreou em 25 de janeiro de 2018.

## Vida pessoal
Quando tinha seis anos, mudou-se com sua família para Auckland, Nova Zelândia, onde aprendeu inglês. Quando tinha oito anos, mudou-se para Los Angeles, Califórnia.
Em 19 de novembro de 2014, foi eleito pela People como um dos famosos mais belos do ano, ocupando a 4ª posição de uma lista com 10 nomes.
Em 07 de março de 2015, casou-se com Ha Young Choi.

## Filmografia
| Televisão | Televisão                                | Televisão          | Televisão                      |
| Ano       | Título                                   | Personagem         | Nota                           |
| --------- | ---------------------------------------- | ------------------ | ------------------------------ |
| 2015      | The Whispers                             | Peter Kim          | Episódio 1                     |
| 2015      | Unbreakable Kimmy Schmidt                | Dong Nguyen        | 8 episódios                    |
| 2014      | Today                                    | Ele mesmo          |                                |
| 2014      | NCIS                                     | Chris Hoffman      | 1 episódio                     |
| 2013      | Blue Bloods                              | David Lin          | 1 episódio                     |
| 2012      | MotherLover                              | Chaz Seong         | 6 episódios                    |
| 2012      | Always You                               | James              | Minissérie                     |
| 2012      | Away We Happened                         | Ben                | Minissérie                     |
| 2012      | The Client List                          | Entregador         | 1 episódio                     |
| 2011      | New Girl                                 | Hector             | 1 episódio                     |
| 2011      | The Nine Lives of Chloe King             | Paul               | Elenco principal               |
| 2010      | Modern Family                            | Ajudante de garçom | 1 episódio                     |
| 2010      | The Secret Life of the American Teenager | Estudante #2       | 1 episódio                     |
| 2010      | Victorious                               | Clayton            | 1 episódio                     |
| Cinema    |                                          |                    |                                |
| Ano       | Título                                   | Personagem         | Nota                           |
| 2018      | Maze Runner: A Cura Mortal               | Minho              |                                |
| 2018      | The Public                               | Chip               |                                |
| 2015      | Maze Runner: The Scorch Trials           | Minho              |                                |
| 2015      | Everything Before Us                     | Jay                |                                |
| 2015      | The Stanford Prison Experiment           | Gavin Chan         |                                |
| 2014      | Maze Runner: Correr ou Morrer            | Minho              |                                |
| 2013      | She Has a Boyfriend                      | Frank              | Curta-metragem                 |
| 2013      | To Those Nights                          | Elijah Bar Friends | Curta-metragem                 |
| 2013      | Yellow Face                              | BD Wong            | Curta-metragem                 |
| 2013      | Somewhere Like This                      | Namorado           | Curta-metragem                 |
| 2013      | The Master Chef                          | John Suh           | Curta-metragem                 |
| 2013      | This Is How We Never Met                 | Garoto             | Curta-metragem                 |
| 2012      | Fratervention: The End of Bro'ing Out    | Keith              | Curta-metragem                 |
| 2012      | Take It Slow                             | Brian              | Curta-metragem                 |
| 2011      | All in All                               | Jeremy             | Curta-metragem                 |
| Teatro    |                                          |                    |                                |
| Ano       | Título                                   | Personagem         | Nota                           |
| 2011      | Wrinkles                                 | Jason              | East West Players, Los Angeles |